# Itaperuna
Itaperuna è un comune del Brasile nello Stato di Rio de Janeiro, parte della mesoregione del Noroeste Fluminense e della microregione di Itaperuna.
Il comune è suddiviso in 8 distretti: Aré, Boa Ventura, Comendador Venâncio, Itajara, Itaperuna (sede comunale), Nossa Senhora da Penha, Raposo e Retiro do Muriaé.